# Jeffrey Vanan
Jeffrey Danny Vanan (* 21. Dezember 1992) ist ein surinamischer Sprinter.

## Sportliche Laufbahn
Erste Erfahrungen bei internationalen Meisterschaften sammelte Jeffrey Vanan im Jahr 2014, als er bei den U23-Südamerikameisterschaften in Montevideo im 100-Meter-Lauf mit 11,06 s in der ersten Runde ausschied. Anschließend nahm er an den Zentralamerika- und Karibikspielen (CAC) in Veracruz teil und schied auch dort mit 10,74 s über 100 Meter und 21,78 s über 200 Meter im Vorlauf aus. Im Jahr darauf belegte er bei den Südamerikameisterschaften in Lima in 10,60 s den vierten Platz über 100 Meter und erreichte anschließen bei der Sommer-Universiade im südkoreanischen Gwangju das Halbfinale, in dem er mit 10,77 s ausschied. Zudem gelangte er im 200-Meter-Lauf bis in das Viertelfinale und scheiterte dort mit 21,30 s. Über 100 Meter startete er anschließend bei den Weltmeisterschaften in Peking, bei denen er mit 10,57 s im Vorlauf ausschied. 2017 belegte er bei den Islamic Solidarity Games in Baku in 21,25 s den siebten Platz über 200 Meter und schied im 100-Meter-Lauf mit 10,58 s im Halbfinale aus. Anschließend wurde er bei den Südamerikameisterschaften in Luque in 10,42 s Sechster und scheiterte über 200 Meter mit 21,35 s in der ersten Runde.
2018 erreichte er bei den Zentralamerika- und Karibikspielen in Barranquilla über 100 Meter das Halbfinale, in dem er mit 10,64 s ausschied, während er über 200 Meter mit 21,40 s im Vorlauf scheiterte. Im Jahr darauf schied er dann bei den Südamerikameisterschaften in Lima über 200 Meter mit 22,09 s in der Vorrunde aus, erhielt aber für die Weltmeisterschaften in Doha eine Wildcard und wurde dort im Vorlauf disqualifiziert. 2020 siegte er bei den erstmals ausgetragenen Hallensüdamerikameisterschaften in Cochabamba im 60-Meter-Lauf in 6,80 s.

## Persönliche Bestzeiten
- 100 Meter: 10,28 s (+0,5 m/s), 16. Mai 2015 in Saint Laurent
  - 60 Meter (Halle): 6,80 s, 1. Februar 2020 in Cochabamba
- 200 Meter: 20,97 s (+1,1 m/s), 29. April 2017 in Remire-Montjoly